# دهه ۱۳۴۰ (خورشیدی)
دهه ۱۳۴۰ صدو سی و چهارمین دهه تقویم هجری خورشیدی است.

## مناسبت‌ها
۱۳۴۰
۱۳۴۱
۱۳۴۲
۱۳۴۳
۱۳۴۴
۱۳۴۵
۱۳۴۶
۱۳۴۷
۱۳۴۸
۱۳۴۹

## رویدادها
۱۳۴۰
- ۲۳ فروردین - نخستین سفر انسان به فضا توسط یوری گاگارین

۱۳۴۱
- ایجاد شهر رابُر در استان کرمان ایران.
- ساخت و نصب تندیس کوهنورد در میدان سربند در دربند تهران.
- همه‌پرسی ۶ بهمن و تصویب اصلاحات منشور انقلاب سفید.
- تشکیل سپاه دانش
- تشکیل سپاه بهداشت
- لایحه انجمن‌های ایالتی و ولایتی در هیئت دولت مطرح شد و در ۱۶ مهر ماه به تصویب رسید.

۱۳۴۲
- ۱۵ خرداد - قم- حجت الاسلام روح‌الله خمینی پس ازنوشتن نامه به شاه علیه تصویب لایحه انجمن‌های ایالتی و ولایتی و سخنرانی وی در ۳ ژوئن در قم دستگیر می‌شود.[۱][۲][۳]
- ۲۰ تیر: آغاز کار راه تازهٔ فرح‌زاد به تهران.[۴]
- ۳۰ دی - آبادان - محمد رضا شاه پهلوی کارخانه پترو شیمی را افتتاح می‌کند.
- ۹ بهمن- اینسبروگ - محمد رضا شاه پهلوی همراه با رئیس‌جمهور اتریش بازی‌های المپیک زمستانی را می‌گشایند.
- ۲۸ بهمن - تهران - موافقتنامه پترو شیمی بین ایران و انستیتوی فرانسوی نفت امضا می‌شود.
- ۲۹ بهمن - تهران - مجلس شورای ملی لایحه ایجاد سپاه بهداشت را تصویب نمود.
- ۱۷ اسفند - تهران - حسنعلی منصور نخست‌وزیر می‌شود.

۱۳۴۳
- ۱۷ خرداد - واشینگتن - دانشگاه جرج تاون به محمد رضا شاه پهلوی دکترای افتخاری پیشکش می‌کند.
- ۱۹ خرداد - نیویورک - دانشگاه نیویورک به محمد رضا شاه پهلوی دکترای افتخاری پیشکش می‌کند.
- ۲۱ خرداد - لس آنجلس - دانشگاه کالیفرنیا به محمد رضا شاه پهلوی دکترای افتخاری پیشکش می‌کند.
- ۲۶ شهریور - تهران - هایله سلاسی امپراتور حبشه برای دیدار رسمی وارد تهران می‌شود.
- ۲۶ آبان - تهران - بودوئن پادشاه بلژیک همراه ملکه فا بیولا برای دیدار رسمی وارد تهران می‌شود.
- ۲۱ مهر: تصویب لایحه کاپیتولاسیون در مجلس شورای ملی.
- ۳۰ آذر - تهران - آیت الله مطهری و بهشتی و محمد جواد باهنر و علی اکبر هاشمی رفسنجانی در حسینیه ارشاد وعظ می‌کنند. هزینه بنای این مسجد را بازرگانان تهران پرداخته‌اند.
- ۲۷ اسفند: انجام نخستین راهپیمایی فضایی جهان توسط الکسی لئونوف کیهان‌نورد روسی.

۱۳۴۴
- ۲۱ فروردین - تهران – سوءقصد به جان شاه محمد رضا پهلوی در کاخ مرمر به وسیلهٔ سرباز گارد شاهنشاهی شمس‌آبادی یکی از اعضای فداییان اسلام. در یک مصاحبه تلویزیونی اکبر هاشمی رفسنجانی گفت اسلحه برای کشتن منصور را وی شخصاً تهیه کرده بود.[۵]
- ۱۷ اردیبهشت - ریودوژانیرو – دانشگاه ریودوژانیرو به محمد رضا پهلوی دکترای افتخاری می‌دهد.
- ۲۴ شهریور - تهران – مجلس شورای ملی و مجلس سنا لقب آریامهر را به شاهنشاه اعطا می‌کنند. این عنوان توسط محمد القاسی وزیر فرهنگ مراکش و رئیس بورد اجرایی یونسکو در ۸ سپتامبر برای قدردانی از محمد رضا پهلوی پادشاه ایران و کشور ایران در مبارزه با بیسوادی ابداع شده‌است.
- ۹ آبان - تهران – خانه سازی برای خانواده‌های کم درآمد – محمد رضا پهلوی شاه ایران کوی نهم آبان را که برای سکونت طبقات کم درآمد ساخته شده‌است افتتاح می‌کند. آپارتمان‌هایی برای خانواده‌های ۳ تا ۵ نفره ساخته شده‌است.
- ۱۰ آبان - تهران – شاه محمد رضا پهلوی دانشگاه صنعتی آریامهر را افتتاح می‌کند. رشته‌های مهندسی این دانشگاه بر اساس دانشگاه صنعتی ماساچوست MIT می‌باشد.
- ۱۹ آبان - دمشق – دیپلمات‌های ایرانی سوریه را ترک می‌کنند. یکی از وزیران این کشور خوزستان را عربستان اعلام می‌کند.
- ۲۷ آبان - مدرس – ایران و هند قراداد برای ساخت یک پالایشگاه با گنجایش تصفیه ۵۰۰۰۰ بشکه نفت در روز امضا می‌کنند.
- ۲۱ آذر - تهران - قرارداد ساخت ذوب آهن ایران در اصفهان با وجود مخالفت غرب به اینکه ایران به ذوب آهن احتیاج ندارد با شوروی امضا شد.
- ۲۳ آذر - تهران – شهبانو فرح پهلوی کانون پرورش فکری کودکان و نوجوانان را می‌گشاید. ریاست عالیه این کانون را علیاحضرت بر عهده دارد. کتابخانه‌های بسیاری باید تأسیس شود. کتابخانه‌های سیار برای دهاتها و گروه‌های تئاتر برای اجرای برنامه به روستاها بروند.
- ۳ دی - کردستان – میگ‌های عراقی به دهکده‌های مرزی حمله می‌کنند.
- ۵ دی - تهران - شاه محمد رضا پهلوی سوء قصد کنندگان به وی در کاخ مرمر در روز ۲۱ فروردین و طرح کنندگان این سوء قصد را که همه در انگلیس درس می‌خوانده‌اند. را می‌بخشد.
- ۱۱ دی - ایران – سازمان مخفی مجاهدین خلق ایران شکل می‌گیرد. این گروه هم مذهبی هم کمونیست هستند و خود را مارکسیست اسلامی می‌نامند.
- ۲۰ دی - تهران – خانواده سلطنتی به کاخ نیاوران نقل مکان می‌کند. بنای کاخ ساده است و در میان پارک در بلندی‌های تهران جای دارد. این کاخ به هزینه دولت بنا شده و متعلق به دولت است.
- ۸ اسفند - ایران – جمعیت ایران ۲۴۸۷۷۰۰۰ میلیون نفر است که ۹ میلیون و ۳۰۰۰۰۰ شهرنشین و ۱۵، ۵ میلیون نفر روستانشین هستند.
- ۲۵ اسفند - خارک – محمد رضا پهلوی شاه ایران، بزرگ‌ترین بندر نفتی دنیا را می‌گشاید.

تاریخ نامشخص
- اقامت آرتور پوپ در شیراز
- سیما ایزدجو، دختر بهار ایران شد.

۱۳۴۵
- ۲۰ تیر - آغاز جام جهانی ۱۹۶۶ در انگلستان
- ۱ آبان - تهران – نخستین برنامه تلویزیون ملی ایران پخش می‌شود.
- ۹ آبان - برپایی نخستین فستیوال فیلم کودکان در تهران.

تاریخ نامشخص
- تأسیس موزه رضا عباسی در خیابان شریعتی تهران.
- آغاز فعالیت‌های بیابان‌زدایی در ایران.[۶]

۱۳۴۶
- ۲۶ اسفند - کشتار می لای در ویتنام به دست سربازان آمریکایی

۱۳۴۷
۱۳۴۸
۱۳۴۹
- ۲۰ تیر: آغاز ساخت کتابخانهٔ کودک آبادان.[۷]
- اسفند: تصویب قانون تشکیل مناطق آزاد تجاری ایران

۱۳۴۵
- ۸ اردیبهشت - تهران - علیرضا پهلوی سومین فرزند شاه و فرح پهلوی زاده شد. نام علیرضا به یاد برادر شاه انتخاب شده‌است.
- ۲۱ شهریور - انوشه انصاری کاوشگر و رئیس انجمن گردانندگان شرکت فناوری ارتباط از راه
- فرهاد اصلانی، بازیگر تاتر، سینما و تلویزیون.
- احمدرضا عابدزاده، دروازه‌بان تیم ملی ایران و عقاب آسیا.
- ابراهیم لطفی، نوازنده ویلون کلاسیک، استاد دانشگاه.
- علی مصفا، بازیگر و کارگردان ایرانی.
- ساویسا مهوار، نویسنده ایرانی.
- رضا میر کریمی، کارگردان ایرانی.
- فاطمه آجرلو، از سیاستمداران و از نمایندگان مجلس شورای اسلامی ایران.

۱۳۴۷
- ۲۰ اردیبهشت - رضا عطاران، کارگردان و بازیگر ایرانی سینما و تلویزیون.
- ۲ آذر ـ حمید حسنی، پژوهشگر، فرهنگ‌نویس، و ویراستارِ ایرانی.

تاریخ نامشخص
- چیستا یثربی نمایش‌نامه‌نویس و کارگردان ایرانی
- ابوالفضل عطار، فیلمساز

۱۳۴۸
- ۱ فروردین - علی دایی، فوتبالیست ایرانی و رکورددار گلزنی در دیدارهای ملی در جهان.
- مجتبی خامنه‌ای، فرزند سید علی خامنه‌ای.
- یاسمین سینایی، مجسمه‌ساز ایرانی.

۱۳۴۹
- ۷ فروردین - تولد شاهزاده لیلا پهلوی در تهران
- ۲۸ بهمن - آرش حجازی، نویسنده، مترجم، روزنامه‌نگار، پزشک، ناشر ایرانی
- ۱۹ اردیبهشت - هنگامه قاضیانی، بازیگر
- ۲۷ بهمن - لیلا اسفندیاری، کوهنورد زن ایرانی
- ۸ اسفند - نگین صدق‌گویا، بازیگر

## درگذشتگان
۱۳۴۰
- آیت الله سید حسین طباطبایی بروجردی، مرجع تقلید شیعه. (تولد ۱۲۵۴)

۱۳۴۱
- ۲۷ مهر - محسن صدر از نخست وزیران دوره محمد رضا شاه پهلوی.

۱۳۴۲
۱۳۴۳
- شهریور - مستوره افشار، فعال حقوق زنان در جمعیت نسوان وطنخواه

۱۳۴۴
- ۲۱ آبان - روح‌الله خالقی، موسیقی‌دان ایرانی

۱۳۴۵
- ۲۲ آبان - سعید نفیسی، نویسنده، مترجم و شاعر ایرانی.
- ۲۴ بهمن - فروغ فرخزاد، شاعر معاصر ایرانی.
- ۱۴ اسفند - محمد مصدق، دولت‌مرد ایرانی و نخست‌وزیر ایران از ۱۳۳۰ تا ۱۳۳۲ (زادهٔ ۱۲۶۱)

تاریخ نامشخص
- فخرعظمی ارغون از شاعران صاحب نام ایران و مادر سیمین بهبهانی.
- محجوبه هروی، از زنان شاعر نامدار افغان (زادهٔ ۱۲۸۵)

۱۳۴۶
- ۱۷ دی - غلامرضا تختی، کشتی‌گیر ایرانی (زاده ۱۳۰۹)

۱۳۴۷
- ۷ فروردین - مرگ یوری گاگارین نخستین فضانورد جهان
- ۲۴ آبان - مرگ رهی معیری شاعر ایرانی

۱۳۴۸
- ۸ فروردین - عبدالحسین سپنتا، کارگردان اولین فیلم ناطق ایرانی.
- ۸ بهمن - سید حسن تقی‌زاده از افراد تأثیرگذار در رواج تقویم هجری خورشیدی در ایران

۱۳۴۹